# خشکی‌زی

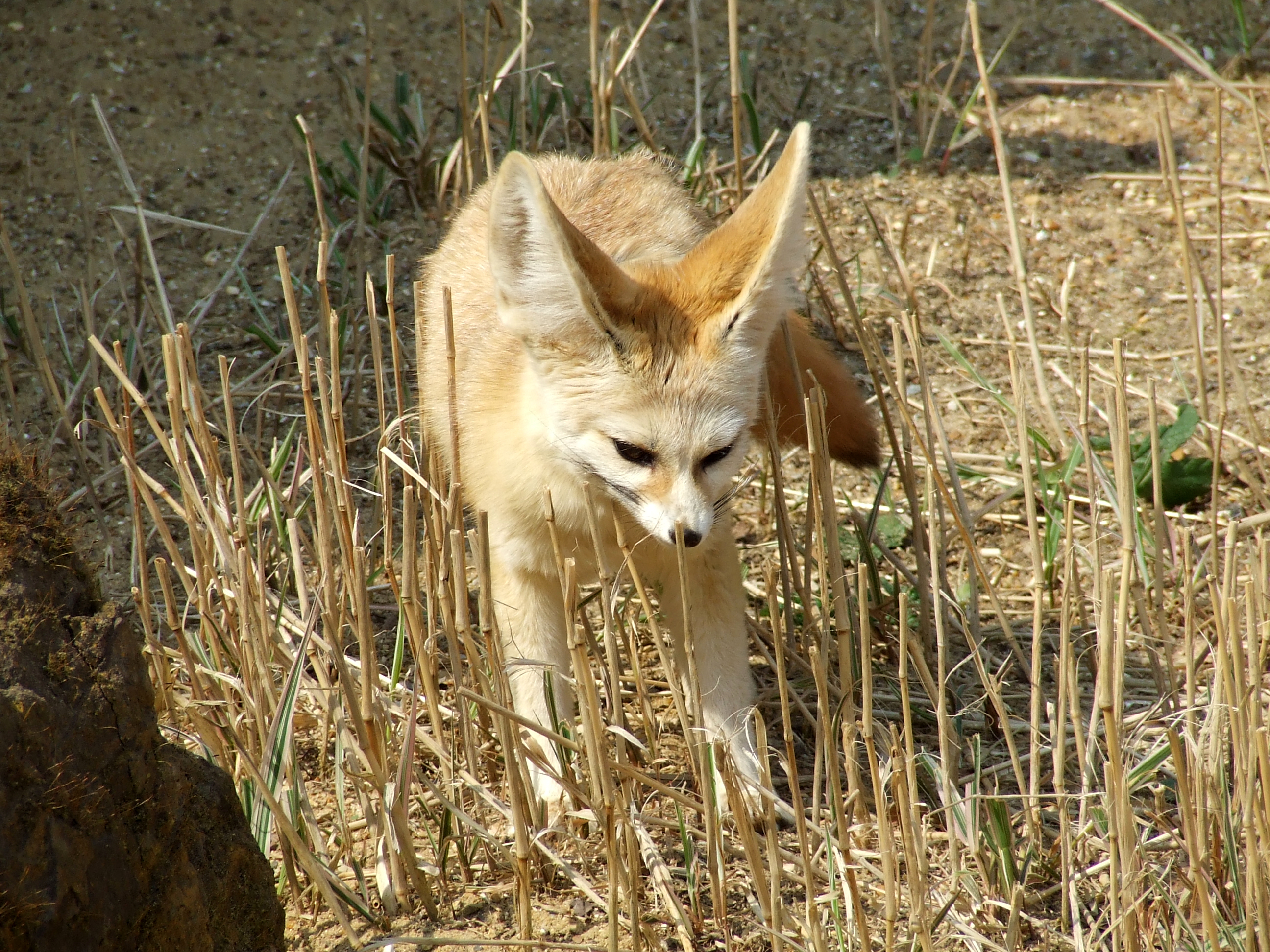
گوش‌های بزرگ روباه صحرا به خنک نگه داشتن آن کمک می‌کنند: keep it coolزمانی که رگ‌های خونی منبسط می‌شوند، خون از بدن به داخل چرخیده و در سطح منبسط‌شده پخش می‌شود.

خشکی‌زی (انگلیسی: Xerocole) یک اصطلاح کلی است که به هر جانوری که برای زندگی در بیابان سازگار باشد، اطلاق می‌شود. چالش‌های اصلی که جانوران خشکی‌زی باید بر آن غلبه کنند کمبود آب و گرمای بیش از حد است. این جانداران برای حفظ آب از تبخیر و دفع ترشحات غلیظ (به عنوان مثال ادرار و مدفوع) اجتناب می‌کنند. برخی از آنها در حفظ آب یا تهیه آن از غذا آنقدر مهارت دارند که اصلاً نیازی به نوشیدن ندارند. جانوران خشکی‌زی برای فرار از گرمای بیابان، شبگرد یا پگاه‌رو (بیشترین فعالیت در سحرگاه و غروب) هستند.

## جانوران خشکی‌زی معروف
نمونه‌هایی از جانوران خشکی‌زی معروف عبارتند از:
- موریانه‌خوار
- گرگ خاکی
- سوسمارهای انگشت‌شانه‌ای
- تابیده‌شاخ
- پلنگ آفریقایی
- شیر (گربه‌سان)
- خر وحشی آفریقایی
- سگ وحشی آفریقایی
- گورکن آمریکایی
- شتر یک‌کوهانه
- پلنگ عربی
- غزال عربی
- تیزشاخ عربی
- روباه سرخ عربی
- آهوی شنی عربی
- گرگ عربی
- کژدم پوسته‌نشین آریزونا
- دارکوب آریزونا
- شتر دوکوهانه
- گوسفند بربری
- اژدهای ریش‌دار
- خرگوش کالیفرنیایی
- شاه‌روباه
- گربه دم‌کوتاه
- خر
- الیکایی کاکتوسی
- موش کاکتوس
- موش خاردار معمولی
- خفاش کالیفرنیا
- بلدرچین کالیفرنیا
- سنجاب زمینی دماغه
- خرگوش صحرایی قهوه‌ای
- کاراکال
- افعی بیابانی آفریقای شمالی
- سنجابچه
- چاکوالا
- وزغ رودخانه کلرادو
- گوزن دم‌سفید
- گراز یقه‌دار
- مشکین‌گربه معمولی
- کایوت
- سقنقور خاردم کانینگهام
- آهوی کوویه
- خرگوش دم‌پنبه‌ای بیابان
- خارپشت بیابانی
- مارمولک شاخ‌دار بیابانی
- ایگوانای بیابانی
- خرموش کانگورویی بیابانی
- شاه‌مار بیابانی
- خفاش گوش‌پیکانی
- بزمجه بیابانی
- استرآهو
- لاک‌پشت صحرایی
- آهوی گرمسیری
- شتر یک‌کوهانه
- خدنگ مصری
- بلدرچین برازنده
- جربیل دم‌کلفت
- روباه صحرا
- جغد کوتوله آهنی‌رنگ
- تیزشاخ کالاهاری
- بلدرچین گمبل
- هزارپای کله قرمز بزرگ
- هیولای هیلا
- دارکوب هیلا
- موش ملخ‌خوار
- گوآنا
- شغال طلایی
- خفاش دم‌موشی بزرگ
- بابون مقدس
- گاوگوزن
- گورکن عسل‌خوار
- قورباغه‌های نیزار
- خرموش کانگورویی
- روباه توله
- کرکس غبغب‌دار
- خفاش دم‌موشی کوچک
- جرد لیبی
- حشره‌خوار موریتانیایی
- میرکت
- خفاش دم‌آزاد برزیلی
- خفاش زبان‌دراز مکزیکی
- گرگ مکزیکی
- آرمادیلوی نه‌نواره
- یوزپلنگ شمال‌غربی آفریقا
- بز کوهی نوبه‌ای
- گور آسیایی
- شترمرغ
- خفاش رنگ‌پریده
- جربیل کوتوله
- کانگوروی قرمز
- آهوی شاخ‌باریک
- گربه دم‌حلقه‌ای
- سنجاب زمینی دم‌گرد
- روباه شنی
- حشره‌خوار صحرایی
- قاقم دورنگ راه‌راه صحرا
- کل سکایی
- گربه شنی
- بلدرچین پولک‌دار
- تیزشاخ آفریقایی
- کفتار خال‌دار
- کفتار راه‌راه
- مارمولک شاخدار تگزاس
- شیطان خاردار
- بیوه سیاه غربی
- مار زنگی پشت‌الماسی غربی
- حشره‌خوار ویتکر